# Campeonato Europeu de Esportes Aquáticos
O Campeonato Europeu de Esportes Aquáticos (ou Campeonato Europeu de Desportos Aquáticos) é o principal campeonato de Esportes Aquáticos da Europa. São realizadas a cada dois anos e são organizados e realizados pela LEN, o órgão de gestão da natação na Europa. Foi realizado pela primeira vez em 1926. Desde 2000, tem sido realizada bienalmente em anos pares.
As disciplinas realizadas são: Saltos ornamentais, Pólo aquático, Natação e Nado sincronizado e a natação em águas abertas. No entanto, desde 1999, o Campeonato Europeu de Pólo Aquático foi realizado separadamente.
É usada a piscina de 50 m, chamada de "piscina longa" ou "piscina olímpica".

## Edições
| Ano  | Edição | Local        | Data                         |
| ---- | ------ | ------------ | ---------------------------- |
| 1926 | 1º     | Budapeste    | 18 - 22 de agosto            |
| 1927 | 2º     | Bolonha      | 31 de agosto - 4 de setembro |
| 1931 | 3º     | Paris        | 23 - 30 de agosto            |
| 1934 | 4º     | Magdeburgo   | 12 - 19 de agosto            |
| 1938 | 5º     | Londres      | 6 - 13 de agosto             |
| 1947 | 6º     | Monte Carlo  | 10 - 14 de setembro          |
| 1950 | 7º     | Viena        | 20 - 27 de agosto            |
| 1954 | 8º     | Turim        | 31 de agosto - 5 de setembro |
| 1958 | 9º     | Budapeste    | 31 de agosto - 6 de setembro |
| 1962 | 10º    | Leipzig      | 18 - 25 de agosto            |
| 1966 | 11º    | Utrecht      | 20 - 27 de agosto            |
| 1970 | 12º    | Barcelona    | 5 - 13 de setembro           |
| 1974 | 13º    | Viena        | 18 - 25 de agosto            |
| 1977 | 14º    | Jönköping    | 14 - 21 de agosto            |
| 1981 | 15º    | Split        | 4 - 12 de setembro           |
| 1983 | 16º    | Roma         | 22 - 27 de agosto            |
| 1985 | 17º    | Oslo e Sófia | 4 - 11 de agosto             |
| 1987 | 18º    | Estrasburgo  | 16 - 23 de agosto            |

| Ano  | Edição | Local                     | Data                      |
| ---- | ------ | ------------------------- | ------------------------- |
| 1989 | 19º    | Bona                      | 15 - 20 de agosto         |
| 1991 | 20º    | Atenas                    | 18 - 25 de agosto         |
| 1993 | 21º    | Sheffield                 | 3 - 8 de agosto           |
| 1995 | 22º    | Viena                     | 22 - 27 de agosto         |
| 1997 | 23º    | Sevilha                   | 19 - 24 de agosto         |
| 1999 | 24º    | Istambul                  | 26 de julho - 1 de agosto |
| 2000 | 25º    | Helsínquia                | 3 - 9 de julho            |
| 2002 | 26º    | Berlim                    | 29 de julho - 4 de agosto |
| 2004 | 27º    | Madrid                    | 5 - 16 de maio            |
| 2006 | 28º    | Budapeste                 | 26 de julho - 6 de agosto |
| 2008 | 29º    | Eindhoven                 | 13 - 24 de março          |
| 2010 | 30º    | Budapeste e Balatonfüred  | 4 - 15 de agosto          |
| 2012 | 31º    | Debrecen e Eindhoven      | 15 - 27 de maio           |
| 2014 | 32º    | Berlim                    | 13 - 24 de agosto         |
| 2016 | 33º    | Londres                   | 9 - 22 de maio            |
| 2018 | 34º    | Glasgow, Edimburgo e Luss | 2 - 12 de agosto          |
| 2021 | 35º    | Budapeste                 | 10 - 23 de maio de 2021   |
| 2022 | 36º    | Roma                      | 11 - 21 de agosto         |

## Quadro de medalhas geral
Total de medalhas conquistas por nação até a edição de 2018.
| Posição | País                | Ouro  | Prata | Bronze | Total |
| 1       | Rússia              | 178   | 107   | 74     | 359   |
| 2       | Alemanha            | 160   | 154   | 120    | 434   |
| 3       | Alemanha Oriental   | 143   | 116   | 68     | 327   |
| 4       | Hungria             | 112   | 95    | 71     | 278   |
| 5       | União Soviética     | 97    | 87    | 80     | 264   |
| 6       | Itália              | 92    | 111   | 156    | 359   |
| 7       | Reino Unido         | 87    | 94    | 118    | 299   |
| 8       | França              | 85    | 86    | 80     | 251   |
| 9       | Países Baixos       | 77    | 92    | 82     | 251   |
| 10      | Suécia              | 62    | 74    | 64     | 200   |
| 11      | Ucrânia             | 49    | 53    | 60     | 162   |
| 12      | Alemanha Ocidental  | 41    | 33    | 49     | 123   |
| 13      | Espanha             | 30    | 49    | 49     | 128   |
| 14      | Dinamarca           | 29    | 20    | 31     | 80    |
| 15      | Polónia             | 19    | 16    | 21     | 56    |
| 16      | Áustria             | 12    | 16    | 18     | 46    |
| 17      | Finlândia           | 12    | 6     | 12     | 30    |
| 18      | Roménia             | 8     | 24    | 32     | 64    |
| 19      | Noruega             | 6     | 8     | 5      | 19    |
| 20      | Bielorrússia        | 5     | 8     | 15     | 28    |
| 21      | Bélgica             | 5     | 6     | 16     | 27    |
| 22      | Grécia              | 4     | 7     | 19     | 30    |
| 23      | Irlanda             | 4     | 6     | 1      | 11    |
| 24      | Suíça               | 4     | 5     | 16     | 25    |
| 25      | Sérvia              | 4     | 1     | 0      | 5     |
| 26      | Eslováquia          | 3     | 11    | 2      | 16    |
| 27      | Chéquia             | 3     | 1     | 15     | 19    |
| 28      | Iugoslávia          | 2     | 14    | 13     | 29    |
| 29      | Croácia             | 2     | 7     | 7      | 16    |
| 30      | Eslovênia           | 2     | 5     | 10     | 17    |
| 31      | Lituânia            | 2     | 5     | 6      | 13    |
| 32      | Tchecoslováquia     | 2     | 4     | 11     | 17    |
| 33      | Bulgária            | 2     | 3     | 9      | 14    |
| 34      | Israel              | 1     | 4     | 8      | 13    |
| 35      | Ilhas Feroé         | 0     | 3     | 0      | 3     |
| 36      | Islândia            | 0     | 2     | 1      | 3     |
| 37      | Portugal            | 0     | 1     | 1      | 2     |
| 38      | Estónia             | 0     | 1     | 0      | 1     |
| 38      | Sérvia e Montenegro | 0     | 1     | 0      | 1     |
| 40      | Armênia             | 0     | 0     | 1      | 1     |
| 40      | Turquia             | 0     | 0     | 1      | 1     |
|         | Total               | 1.344 | 1.336 | 1.342  | 4.022 |